# 한계대체율
한계대체율(限界代替率, 영어: marginal rate of substitution)은 소비자가 다른 재화를 얻기 위해 그 다른 재화가 동등한 만족을 준다는 조건 하에서 포기할 용의가 있는 재화의 양이다. 한계대체율은 소비자 이론에서 소비자의 행동을 규명하기 위해 사용된다. 무차별곡선에서는 한계대체율이 무차별곡선의 기울기를 결정하는데, 이때 한계대체율이 클 수록 시간선호율도 덩달아 높다.
x재와 y재의 무차별곡선의 가장자리로 갈수록 기울기의 절대값이 감소하는데, 이를 한계대체율 체감이라고 한다. x재의 양이 감소하고 y재의 양이 증가할수록 y재의 희소성이 감소하여 효용도 덩달아 감소하는 한편 x재는 흔해진 y재에 비해 상대적으로 높이 평가하게 되므로 한계대체율 체감의 법칙이 나타난다고 해석할 수 있다. 반대의 경우도 마찬가지이다.

## 수학적 표현
{\displaystyle x}, {\displaystyle y}에 대한 한계대체율은 다음과 같다.
{\displaystyle MRS_{XY}={\frac {MU_{X}}{MU_{Y}}}}

## 같이 보기
- 무차별곡선
- 시간선호
- 소비자이론